# 364
364 (CCCLXIV) var ett skottår som började en torsdag i den julianska kalendern.

## Händelser

### Februari
- 17 februari – Jovianus dör i Tyana i Mindre Asien.
- 26 februari – Valentinianus I utropas till kejsare av armén.

### Mars
- 28 mars – Valens blir medkejsare.

### Okänt datum
- Kejsar Valentinianus förlägger, till året därpå sitt residens till Lutetia och sätter upp en militär enhet för att försvara området. Efter en seger vid Rhen upplever Romarriket några år av relativt lugn och säkerhet. Germanska härförare får en förhärskande ställning inom riket.
- Jovianus överlämnar Mesopotamien till Persien.
- Valens (som är arian) påbörjar de första förföljelserna av icke-kristna i Romarriket.

## Födda
- Huiguo, kinesisk buddhistnunna.

## Avlidna
- 17 februari – Jovianus, romersk kejsare